# 미야우치촌 (니가타현)
미야우치촌(宮内村)은 니가타현 고시군에 설치되었던 촌이다. 현재의 나가오카시에 해당한다.